# JKシッラマエ・カレフ
ヤルグパリクルビ・シッラマエ・カレフ（エストニア語: Jalgpalliklubi Sillamäe Kalev）は、エストニアの都市シッラマエを本拠地とするサッカークラブである。2018シーズンは2 リーガ（4部）に所属。

## タイトル

### 国内タイトル
なし

### 国際タイトル
なし

## 過去の成績
- 1951 - 1956 - 2部リーグ以下
- 1957 - メスタリリーガ（1部リーグ） 10位降格
- 1958 - 1967 - 2部リーグ以下
- 1968 - メスタリリーガ 10位
- 1969 - メスタリリーガ 12位降格
- 1970 - 1973 - 2部リーグ以下
- 1974 - メスタリリーガ 8位
- 1975 - メスタリリーガ 4位
- 1976 - メスタリリーガ 10位
- 1977 - メスタリリーガ 4位
- 1978 - メスタリリーガ 4位
- 1979 - メスタリリーガ 3位
- 1980 - メスタリリーガ 4位
- 1981 - メスタリリーガ 10位
- 1982 - メスタリリーガ 8位
- 1983 - メスタリリーガ 8位
- 1984 - メスタリリーガ 6位
- 1985 - メスタリリーガ 8位
- 1986 - メスタリリーガ 9位
- 1987 - メスタリリーガ 7位
- 1988 - メスタリリーガ 9位
- 1989 - メスタリリーガ 8位
- 1990 - メスタリリーガ 10位
- 1991 - メスタリリーガ 12位
- 1992 - メスタリリーガ 11位
- 1992-93 - メスタリリーガ 11位降格
- 1993-94 - 2 リーガ（英語版）（3部リーグ） 1位
- 1994-95 - 2 リーガ（3部リーグ） 2位昇格
- 1995-96 - エシリーガ（2部リーグ） 2位
- 1996-97 - エシリーガ（2部リーグ） 4位
- 1997-98 - エシリーガ（2部リーグ） 6位
- 1998 - エシリーガ（2部リーグ） 5位
- 1999 - エシリーガ（2部リーグ） 8位降格
- 2000 - 2 リーガ（3部リーグ） ?位昇格
- 2001 - エシリーガ（2部リーグ） 7位
- 2002 - エシリーガ（2部リーグ） 8位降格
- 2003 - 2 リーガ（3部リーグ） 8位降格
- 2004 - 3 リーガ（英語版）（4部リーグ） 1位 昇格
- 2005 - 2 リーガ（3部リーグ） 6位
- 2006 - 2 リーガ（3部リーグ） 2位 昇格（昇格プレーオフ）
- 2007 - エシリーガ（2部リーグ） 3位 昇格（自動昇格）
- 2008 - メスタリリーガ 5位
- 2009 - メスタリリーガ 2位（UEFAヨーロッパリーグ 2010-11の予選2回戦からの出場権獲得）
- 2010 - メスタリリーガ 5位
- 2011 - メスタリリーガ 5位
- 2012 - メスタリリーガ 5位
- 2013 - メスタリリーガ 3位（UEFAヨーロッパリーグ 2014-15の予選1回戦からの出場権獲得）
- 2014 - メスタリリーガ 2位（UEFAヨーロッパリーグ 2015-16の予選1回戦からの出場権獲得）
- 2015 - メスタリリーガ 5位
- 2016 - メスタリリーガ 5位
- 2017 - メスタリリーガ 10位降格
- 2018 - 2 リーガ 位

## 欧州での成績
| シーズン | 大会                 | ラウンド  | 対戦相手             | ホーム | アウェー     | 合計    |  |
| -------- | -------------------- | --------- | -------------------- | ------ | ------------ | ------- |  |
| 2010-11  | UEFAヨーロッパリーグ | 予選2回戦 | ディナモ・ミンスク   | 0-5    | 1-5          | 1-10    |  |
| 2014-15  | UEFAヨーロッパリーグ | 予選1回戦 | ホンカ               | 2-1    | 2-3 (延長戦) | 4-4 (a) |  |
| 2014-15  | UEFAヨーロッパリーグ | 予選2回戦 | クラスノダール       | 0-4    | 0-5          | 0-9     |  |
| 2015-16  | UEFAヨーロッパリーグ | 予選1回戦 | ハイドゥク・スプリト | 1-1    | 2-6          | 3-7     |  |

## 歴代監督
- Vadam Dobiza 2006-2009
- Anatoli Ushanov（英語版） 2009
- Vladimir Kazachyonok（英語版） 2010-2011
- Valeri Bondarenko（英語版） 2011-2012
- Algimantas Briaunys（英語版） 2012-2013
- Sergei Ratnikov（英語版） 2013-2014
- Algimantas Briaunys
 Vadym Dobizha 2014, 2016-
- Sergey Frantsev（英語版） 2014-2015
- Denis Ugarov（英語版） 2015-2016

## 歴代在籍選手
- アンドレイ・シドレンコフ 2001, 2014-
- 宇佐見康介 2013.7-2013.12
- 前原大樹 2014.2-2015.2